# Memoriał Krzysztofa Turka
Memoriał Krzysztofa Turka – siatkarski turniej towarzyski mający na celu uczczenie zmarłego w 2015 roku współzałożyciela oraz wieloletniego wiceprezesa zespołu Sokół 43 Katowice. Krzysztof Turek był również sędzią Śląskiego Związku Piłki Siatkowej. Mecze odbywają się w hali Ośrodka Sportowego "Szopienice".

## I Memoriał Krzysztofa Turka
W pierwszym turnieju wzięły udział trzy drużyny przygotowujące się do sezonu 2016/2017 PlusLigi. Turniej odbył się w dniach 16 do 18 września 2016 w formule każdy z każdym.
Wyniki
| Data  | Godzina | Drużyna 1    | Wynik | Drużyna 2          | Set 1 | Set 2 | Set 3 | Set 4 | Set 5 | Raport |
| ----- | ------- | ------------ | ----- | ------------------ | ----- | ----- | ----- | ----- | ----- | ------ |
| 16.09 | 17:00   | MKS Będzin   | 4:0   | BBTS Bielsko-Biała | 26:24 | 26:24 | 25:20 | 25:23 |       | [ 2 ]  |
| 17.09 | 19:00   | GKS Katowice | 2:3   | MKS Będzin         | 20:25 | 16:25 | 25:22 | 25:23 | 12:15 | [ 2 ]  |
| 18.09 | 17:00   | GKS Katowice | 3:0   | BBTS Bielsko-Biała | 25:19 | 25:19 | 25:20 |       |       | [ 2 ]  |

Klasyfikacja końcowa
| Miejsce | Reprezentacja      |
| ------- | ------------------ |
| złoto   | MKS Będzin         |
| srebro  | GKS Katowice       |
| brąz    | BBTS Bielsko-Biała |

## II Memoriał Krzysztofa Turka
W dniu 16 września 2017 odbył się turniej, w którym udział wzięły głównie drugoligowe drużyny kobiece. Mecze odbywały się do dwóch wygranych setów.
Wyniki
Grupa I
| Drużyna 1                           | Wynik | Drużyna 2                           |
| ----------------------------------- | ----- | ----------------------------------- |
| Asotra MKS –MOS „Płomień” Sosnowiec | 2:0   | UKS „ Spartakus” Zabrze             |
| UKS „ Spartakus” Zabrze             | 0:2   | KS„Olimpia” Jawor                   |
| KS„Olimpia” Jawor                   | 2:0   | Asotra MKS –MOS „Płomień” Sosnowiec |

Grupa II
| Drużyna 1                           | Wynik | Drużyna 2                           |
| ----------------------------------- | ----- | ----------------------------------- |
| UKS „SOKÓŁ`43” SMS AZS AWF Katowice | 2:1   | KPKS „Halemba” Ruda Śląska          |
| KPKS „Halemba” Ruda Śląska          | 2:1   | KS„Polonia” Łaziska Górne           |
| KS„Polonia” Łaziska Górne           | 0:2   | UKS „SOKÓŁ`43” SMS AZS AWF Katowice |

Finały
| Mecz o miejsce | Drużyna 1                           | Wynik | Drużyna 2                           |
| -------------- | ----------------------------------- | ----- | ----------------------------------- |
| Piąte          | KS„Polonia” Łaziska Górne           | 2:0   | UKS „ Spartakus” Zabrze             |
| Trzecie        | Asotra MKS –MOS „Płomień” Sosnowiec | 2:1   | KPKS „Halemba” Ruda Śląska          |
| Pierwsze       | KS„Olimpia” Jawor                   | 2:1   | UKS „SOKÓŁ`43” SMS AZS AWF Katowice |

Klasyfikacja końcowa
| Miejsce | Reprezentacja                       |
| ------- | ----------------------------------- |
| złoto   | KS„Olimpia” Jawor                   |
| srebro  | UKS „SOKÓŁ`43” SMS AZS AWF Katowice |
| brąz    | Asotra MKS –MOS „Płomień” Sosnowiec |
| 4.      | KPKS „Halemba” Ruda Śląska          |
| 5.      | KS„Polonia” Łaziska Górne           |
| 6.      | UKS „ Spartakus” Zabrze             |

## III Memoriał Krzysztofa Turka
Memoriał, który odbył się w dniach od 28 do 29 września podobnie jak I zawody tego cyklu był przygotowaniem do sezonu 2018/2019 PlusLigi. Impreza nie miała charakteru turnieju.
Wyniki
| Data  | Drużyna 1                    | Wynik | Drużyna 2                    | Set 1 | Set 2 | Set 3 | Set 4 | Set 5 | Raport |
| ----- | ---------------------------- | ----- | ---------------------------- | ----- | ----- | ----- | ----- | ----- | ------ |
| 28.09 | GKS Katowice                 | 3:1   | United Volleys Frankfurt     | 25:23 | 21:25 | 25:20 | 25:18 |       | [ 5 ]  |
| 28.09 | Aluron Virtu Warta Zawiercie | 3:0   | ZAKSA Kędzierzyn-Koźle       | 25:21 | 32:30 | 26:24 |       |       | [ 5 ]  |
| 29.09 | United Volleys Frankfurt     | 0:3   | ZAKSA Kędzierzyn-Koźle       | 20:25 | 21:25 | 22:25 |       |       | [ 6 ]  |
| 29.09 | GKS Katowice                 | 2:3   | Aluron Virtu Warta Zawiercie | 19:25 | 25:21 | 15:25 | 25:17 | 11:15 | [ 6 ]  |

## IV Memoriał Krzysztofa Turka
Memoriał odbył się w dniach 6-7 września. Podobnie jak w II zawodach tego cyklu o zwycięstwo rywalizowały drużyny kobiece
.
Wyniki
6 września 2019
| Drużyna 1                           | Wynik | Drużyna 2                |
| ----------------------------------- | ----- | ------------------------ |
| UKS „SOKÓŁ`43” SMS AZS AWF Katowice | 2:0   | Silesia Volley Mysłowice |
| UKS Sokół Radzionków                | 2:1   | KPKS Halemba             |
| Silesia Volley Mysłowice            | 1:2   | UKS Sokół Radzionków     |

7 września 2019
| Drużyna 1                           | Wynik | Drużyna 2                           |
| ----------------------------------- | ----- | ----------------------------------- |
| UKS „SOKÓŁ`43” SMS AZS AWF Katowice | 1:2   | MKS Sokół Radzionków                |
| Silesia Volley Mysłowice            | 0:2   | KPKS Halemba                        |
| KPKS Halemba                        | 1:2   | UKS „SOKÓŁ`43” SMS AZS AWF Katowice |

Klasyfikacja końcowa
| Miejsce | Reprezentacja                       |
| ------- | ----------------------------------- |
| złoto   | MKS Sokół Radzionków                |
| srebro  | UKS „SOKÓŁ`43” SMS AZS AWF Katowice |
| brąz    | KPKS Halemba                        |
| 4.      | Silesia Volley Mysłowice            |